# Tricorythodes kirki
Tricorythodes kirki – gatunek jętki z rodziny Leptohyphidae.

## Taksonomia
Gatunek ten został opisany w 2007 roku przez Davida E. Baugardnera.

## Opis
Owad dorosły nieznany. Dojrzała larwa ma ciało od 2,5 do 3 mm długie i dodatkowo 1,5 mm nici końcowej, ubarwione rudobrązowo z dużymi ciemnymi plamkami. Głowa z ciemnymi plamkami na ciemieniu i z tyłu małych, szeroko rozdzielonych oczu złożonych. Trzy przyoczka. Warga górna ze skróconymi, nitkowatymi szczecinkami na górnej powierzchni i kilkoma na brzegu. Głaszczki szczękowe 1-członowe, bardzo krótkie, opatrzone wydłużoną szczecinką końcową. Przedplecze i śródplecze z czarnym przyciemnieniem pośrodku i wzdłuż boków. Wzdłuż krawędzi tułowia obecne nitkowate szczecinki. Uda jasne o plamkowaniu ograniczonym do nasadowej, bocznej krawędzi. Biała przepaska na stopach i stawie między stopami i goleniami. Pazurki z pojedynczym rzędem 12-14 ząbków. Odwłok bez guzków i żeberek. Terga białe z czarnymi krawędziami bocznymi, 4-6 dodatkowo z czernym plamkowaniem pośrodku,  7-9 całkiem czarne, a 10 brązowe.

## Występowanie
Gatunek znany wyłącznie z płytkich strumieni północno-środkowej Kostaryki.